# Eidolon helvum
O Morcego-da-fruta-cor-de-palha (Eidolon helvum) é uma espécie de morcego da família Pteropodidae. Pode ser encontrada na África subsaariana.

## Descrção
Morcegos-da-fruta-cor-de-palha são animais africanos nativos, chamados assim devido ao pelo laranja brilhante, amarelo ou acastanhado, ao redor de sua garganta, estendendo-se até a parte de trás do pescoço e cobrindo as glândulas especiais, que produzem um fluido específico com cheiro de almíscar. Essa substância geralmente é mais brilhante na cor e mais perceptível em machos. Além disso, os indivíduos machos são maiores e exibem coloração geral mais escura. Indivíduos jovens, por outro lado, são distinguidos pela ausência de um colar em volta do pescoço, bem como pelagem mais escura, em comparação com morcegos adultos. O morcego-da-fruta-cor-de-palha é a segunda maior espécie de morcego, encontrada na África. 

## Dieta
Como o nome comum sugere, os morcegos-da-fruta-cor-de-palha mantêm uma dieta herbívora (frugívora), favorecendo particularmente tâmaras, flores de baobá, mangas, mamões, peras-abacate, figos, maracujás, maçãs-de-conde, nêsperas, cascas e néctar. Eles também podem consumir outros tipos de alimentos, como flores, brotos e folhas jovens. 

## Comportamento
Morcegos-de-fruta-cor-de-palha são uma espécie altamente social, formando grupos extremamente grandes conhecidos como colônias. Uma única colônia desses morcegos pode conter de milhares a milhões de indivíduos. Enquanto isso, cada colônia consiste em pequenas unidades (aglomerados) de até 100 morcegos. Embora sejam alimentadores noturnos, a maior parte da atividade ocorre durante o dia. A maior parte de suas horas ativas é gasta descansando e se movimentando em seu local de pouso. Durante a noite, a colônia se divide em grupos menores, que saem para forragear em florestas e plantações próximas. Esses animais mantêm a mesma dieta durante todo o ano. No entanto, eles podem migrar ocasionalmente, quando os tipos usuais de alimentos não estão disponíveis ou são escassos. Durante esses períodos, eles permanecem nessas grandes colônias em vez de se dividirem em grupos menores. Os padrões de comunicação dessa espécie são desconhecidos, mas eles evidentemente fazem um barulho alto em suas grandes colônias. Além disso, esses animais provavelmente vocalizam ao comer e empoleirar-se. 

## Galeria

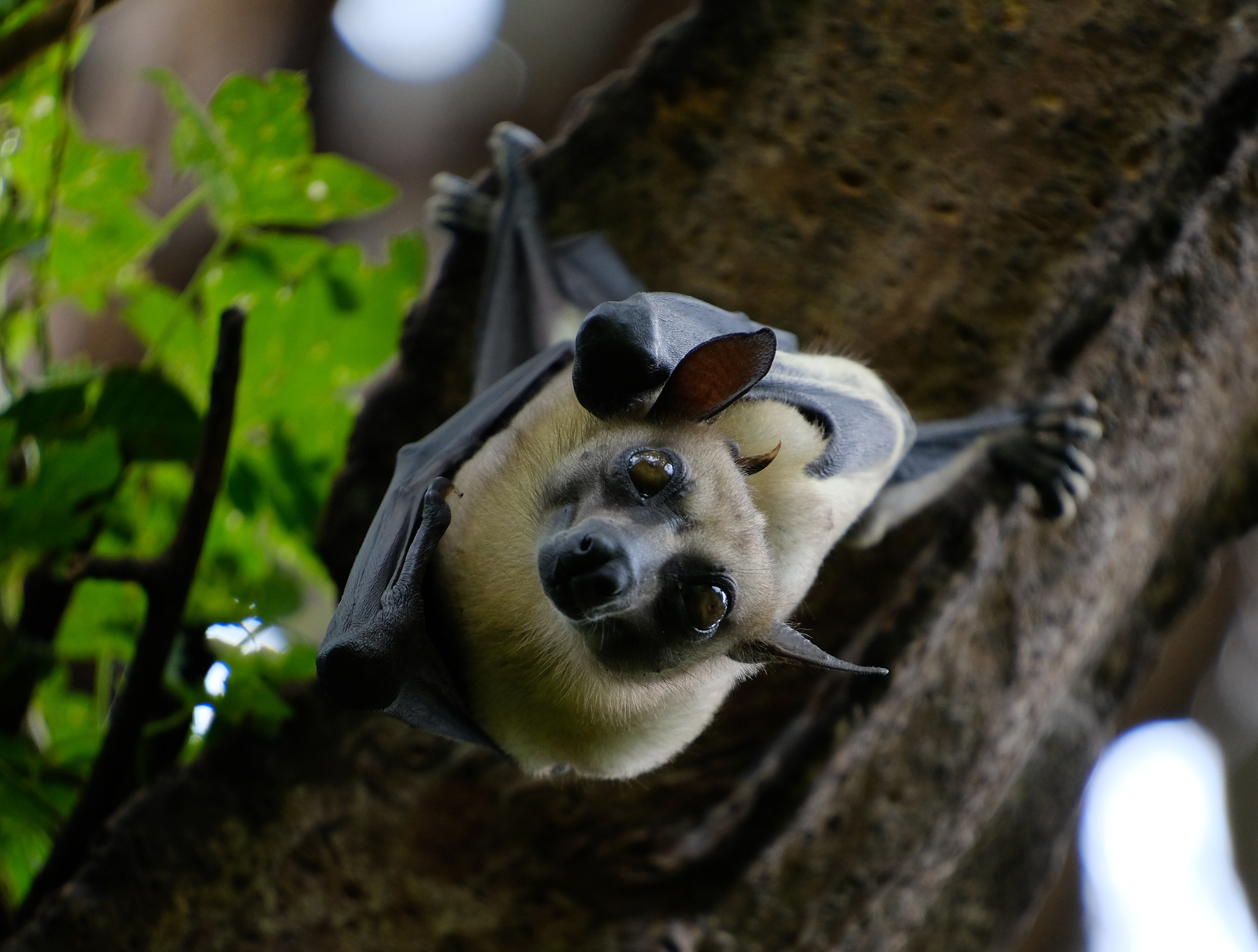
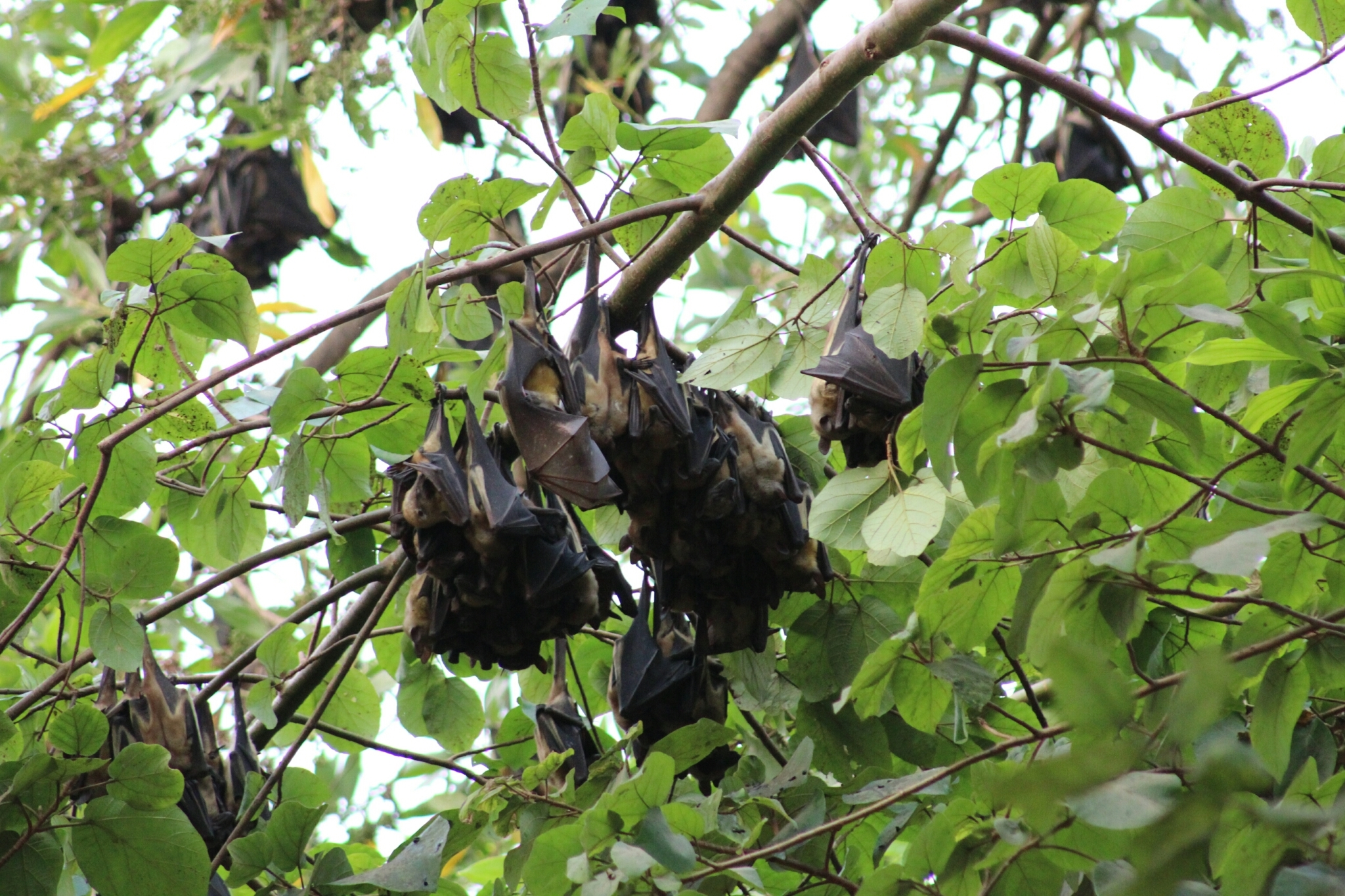
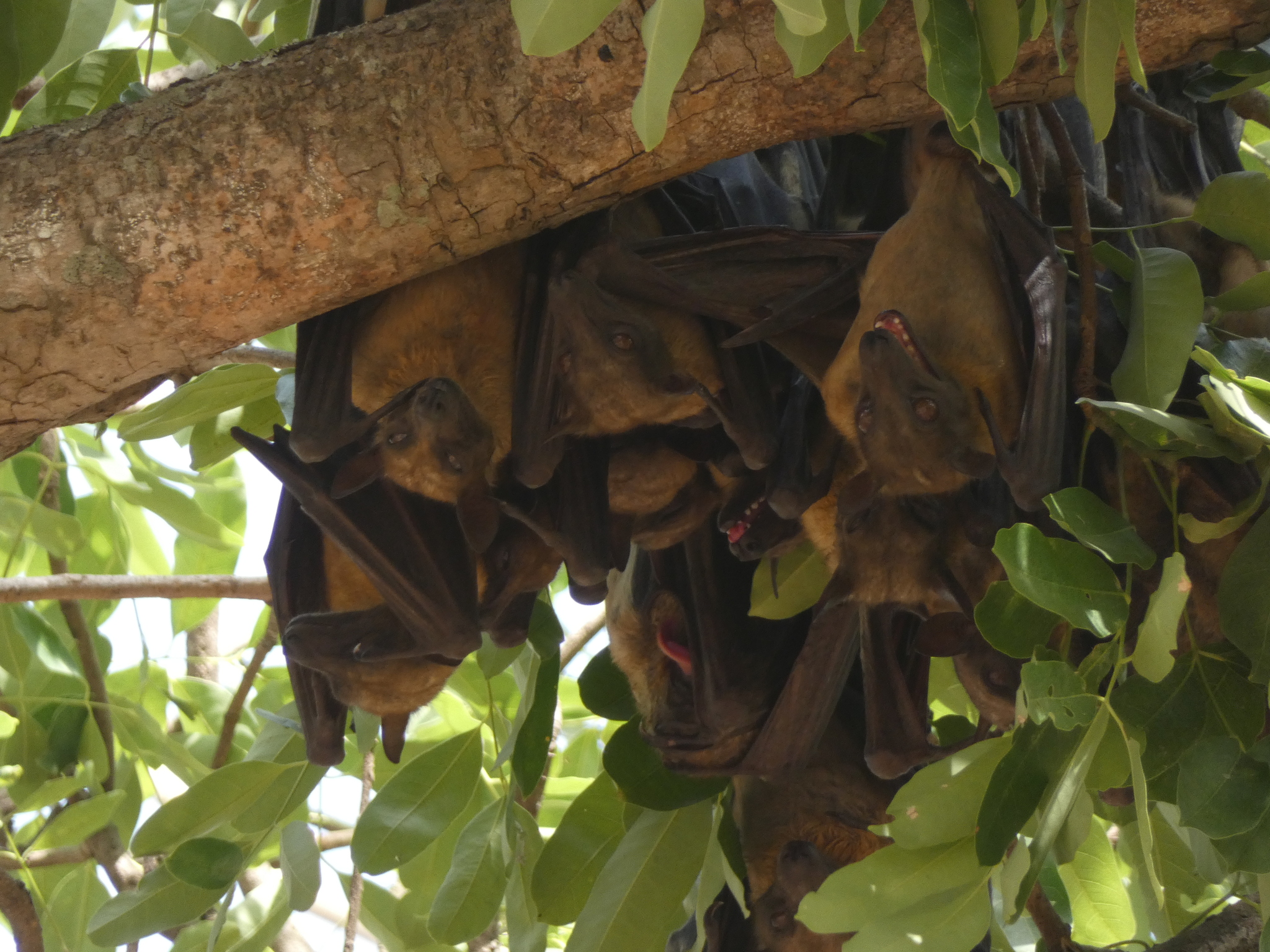
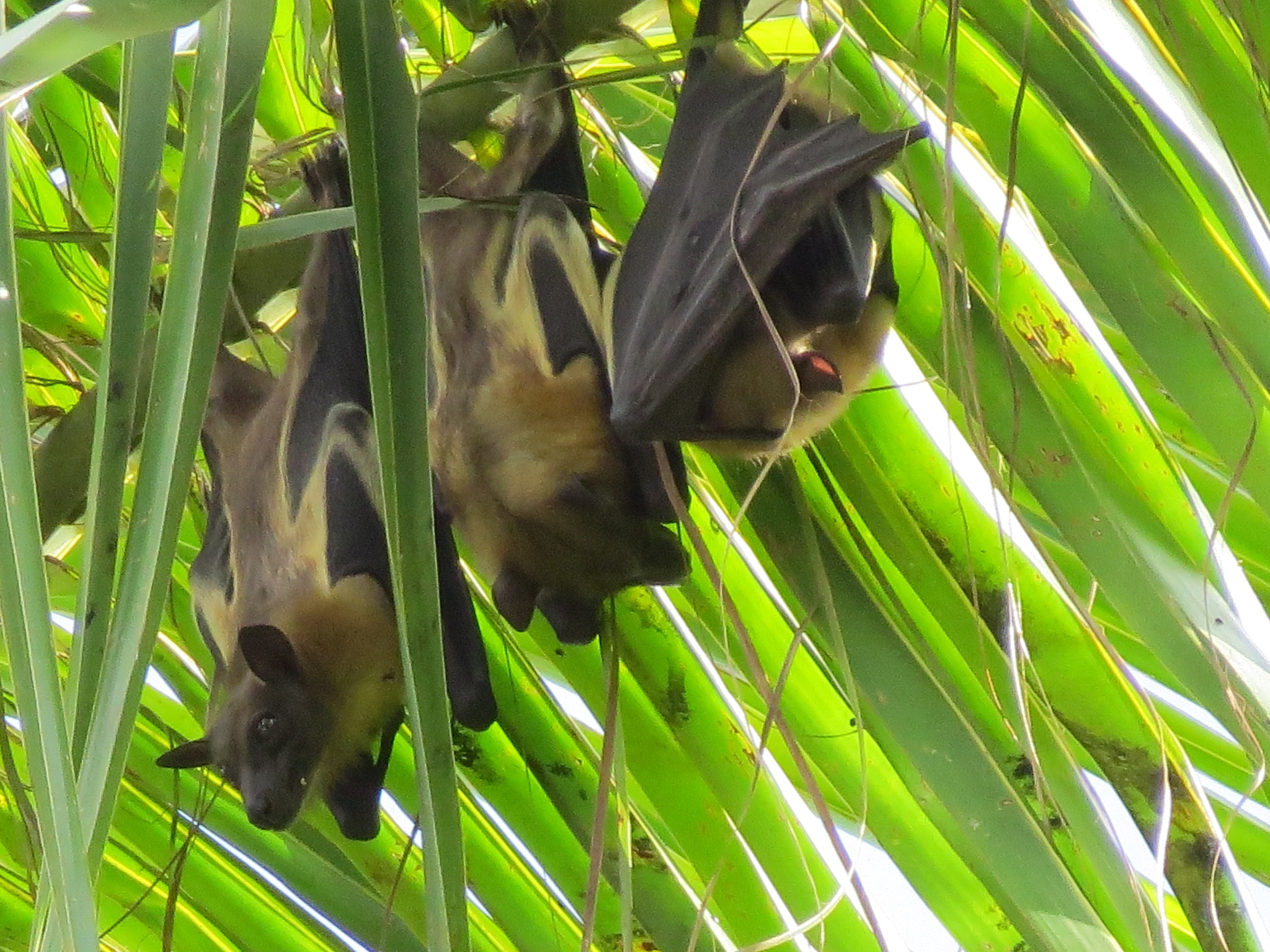
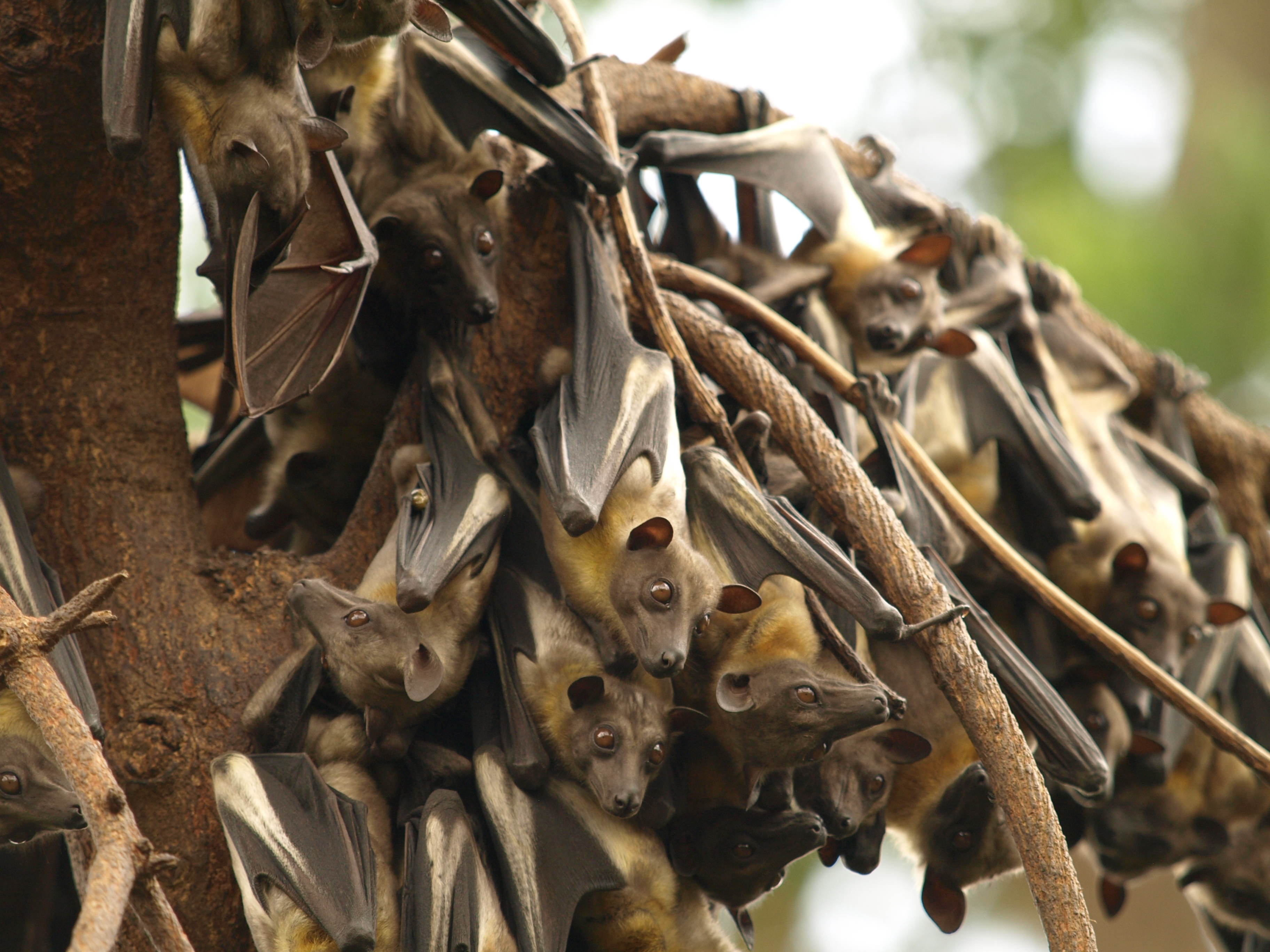
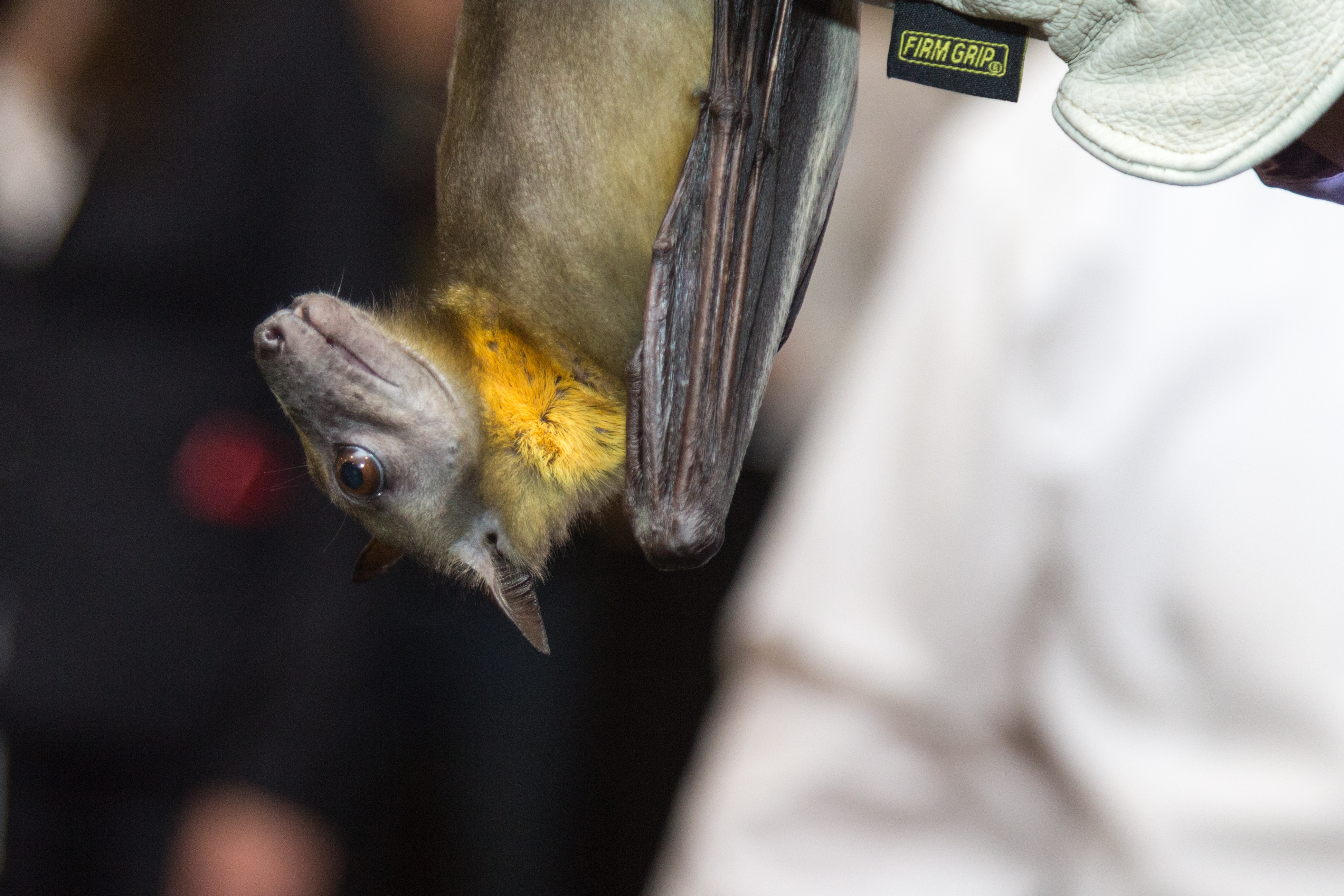
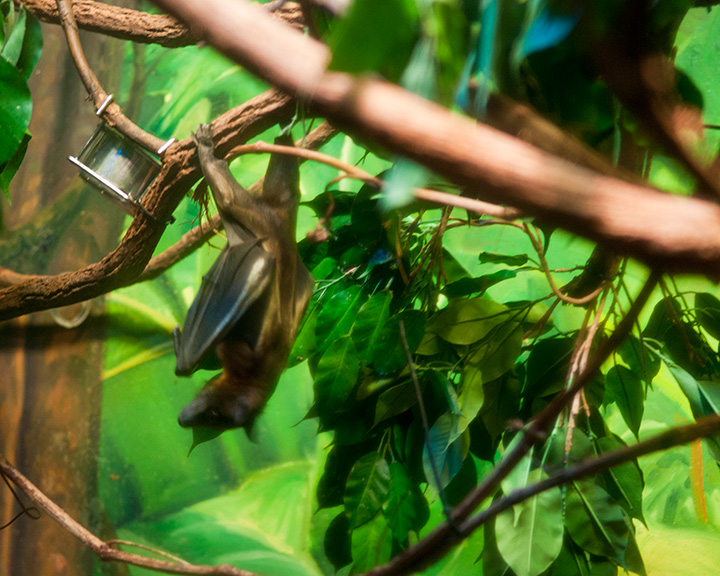